# Resolució 1170 del Consell de Seguretat de les Nacions Unides
La Resolució 1170 del Consell de Seguretat de les Nacions Unides fou adoptada per unanimitat el 28 de maig de 1998. Després de considerar la situació a tot el continent africà, el Consell va decidir establir un grup de treball "ad hoc" per examinar les recomanacions del secretari general Kofi Annan sobre el manteniment de la pau i la seguretat internacionals a l'Àfrica.

## Observacions
En el preàmbul de la Resolució 1170, el Consell de Seguretat va donar suport al compromís de les Nacions Unides a l'Àfrica a través de mesures diplomàtiques, econòmiques, humanitàries, de manteniment de la pau i altres activitats i va reafirmar l'obligació de tots els Estats membres de solucionar les disputes de manera pacífica. Va tenir en compte la Declaració del Caire del 1993 que va estipular que l'Organització de la Unitat Africana (OUA) preveia i prevenia els conflictes com a objectiu primordial i el Tractat Africà per una Zona Lliure d'Armes Nuclears, que suposava una contribució important pau i seguretat regionals.
El Consell era preocupat per la continuació dels conflictes armats a l'Àfrica que havien conduït al desplaçament massiu, la pobresa, la inestabilitat i el sofriment. Hi va haver efectes desestabilitzadors de les transferències il·legals d'armes, les milícies armades i l'ús de mercenaris a tot el continent. Es va observar que els països africans havien avançat cap a la reforma econòmica i la democratització amb respecte als drets humans. L'Oficina de les Nacions Unides per a la Coordinació d'Assumptes Humanitaris i l'Alt Comissionat de les Nacions Unides per als Refugiats estaven disposades a prestar assistència a les crisis humanitàries i refugiades d'acord amb el dret internacional i el dret internacional humanitari.

## Text
El Consell de Seguretat va acollir amb beneplàcit l'informe del Secretari General sobre la situació a l'Àfrica, que detallava les fonts de conflictes en el continent i les maneres d'abordar-la. Kofi Annan havia formulat recomanacions sobre el tràfic d'armes, les sancions internacionals, els refugiats, l'ajustament estructural, l'assistència al desenvolupament i el deute i el comerç. També va destacar la responsabilitat dels líders africans en els conflictes regionals i els fracassos econòmics, així com els perills de la intervenció estrangera. La resolució va subratllar que els desafiaments a l'Àfrica exigien una resposta global i que tots els organismes de les Nacions Unides, les organitzacions internacionals i tots els països haurien de considerar les recomanacions de l'informe.
Es va establir un grup de treball integrat per tots els membres del Consell per un període de sis mesos per revisar les recomanacions de l'informe i examinar formes d'aplicar-les i presentar propostes per al seu examen el setembre de 1998, quan es convocaria una reunió a nivell ministerial. El Consell va destacar la necessitat d'una estreta cooperació entre ell i l'OUA i va felicitar els esforços de l'OUA en la prevenció de conflictes. Al mateix temps, es van acollir les contribucions dels Estats membres, les organitzacions regionals i els organismes de les Nacions Unides cap a les operacions de manteniment de la pau a l'Àfrica.